# Страва у Улици брестова (филм из 2010)
Страва у Улици брестова (енгл. A Nightmare on Elm Street) амерички је хорор филм из 2010, римејк истоименог филма из 1984, режисера Самјуела Бејера у продукцији компаније New Line Cinema и Platinum Dunes, са Џекијем Ерлом Хејлијем, Руни Маром, Кејти Кесиди, Кајлом Галнером, Томасом Декером, Кони Бритон и Келаном Луцом у главним улогама.

## Радња
Фреди Кругер је убица деце у Улици брестова, којега су родитељи због убистава њихове деце живога запалили. Али вратио се као убица, који убија у сновима. Убија једно по једне дете родитеља, који су га запалили. Ненси Холбрук ће га ипак савладати у њеним сновима и на крају убити.

## Улоге
| Глумац         | Улога                         |
| -------------- | ----------------------------- |
| Руни Мара      | Ненси Холбрук (Ненси Томпсон) |
| Џеки Ерл Хејли | Фреди Кругер                  |
| Кајл Галнер    | Квентин Смит (Глен Ланц)      |
| Кејт Касиди    | Крис Фаулс (Тина Греј)        |
| Кони Бритон    | Гвен Холбрук (Марџ Томпсон)   |
| Томас Декер    | Џеси Браун (Род Лејн)         |
| Келан Луц      | Дин Расел                     |
| Кленси Браун   | Алан Смит (господин Ланц)     |

- Имена ликова у загради представљају еквивалентан лик у оригиналу из 1984.

## Слогани
- Никада више не спавај.
- Све што треба да урадиш је да сањаш.
- Добродошао у своју нову ноћну мору.
- Он зна где ти спаваш.